# Condado de Guaqui
El Condado de Guaqui es un título nobiliario español, creado durante el siglo XIX para una importante familia criolla arequipeña de origen navarro, establecida en Arequipa, dedicada al comercio, la minería y dueña de varias haciendas, cuyos miembros ejercieron altos cargos políticos, militares y eclesiásticos.

## Creación
El título fue creado para el general José Manuel de Goyeneche tras su victoria en la Batalla de Guaqui (o del Desaguadero), otorgado por el rey Fernando VII, el 14 de mayo de 1817, accediendo a la solicitud que presentaron algunas de las principales ciudades de los Virreinatos de la Plata y del Perú (Potosí, Cochabamba, La Plata, Moquegua, Arequipa, etc.), según consta en la Real Orden de concesión:

... en atención al mérito nobleza y circunstancias del Teniente General de mis Reales Exércitos Don Josef Manuel de Goyeneche, a los grandes servicios que me ha hecho en dicha América durante mi cautiverio y particularmente al que contraxo en la batalla que en los campos de Guaqui dio al exército insurgente de Buenos Ayres, del que resultó la conservación del Virreinato del Perú, y de toda aquella parte de América

El título debía ser precedido de un Vizcondado previo que, de los propuestos en la solicitud de las ciudades, Goyeneche eligió el de "Vizconde del Alto Perú". Durante el reinado de Isabel II se le concedió la Grandeza de España de Primera Clase (3 de marzo de 1854) al II conde de Guaqui, José Manuel de Goyeneche y Gamio .

## Condes de Guaqui
- José Manuel de Goyeneche y Barreda (1776-1846), I Conde de Guaqui. Sin descendientes. Le sucedió, de su hermano Juan Mariano de Goyeneche y Barreda, casado con María Santos de Gamio y Aranívar, el hijo de ambos, por tanto su sobrino:

- José Manuel de Goyeneche y Gamio (1831-1893), II Conde de Guaqui.

1. Casó con María del Carmen de Aragón-Azlor e Idiáquez, XV  duquesa de Villahermosa. Sin descendientes. Le sucedió su hermano:

- Juan Mariano de Goyeneche y Gamio (1834-1924), III Conde de Guaqui.

1. Casó con Juana de la Puente y Risco Arias de Saavedra, VII marquesa de Villafuerte.[3] Le sucedió su hijo:

- Juan de Goyeneche y de la Puente, IV Conde de Guaqui, VIII marqués de Villafuerte. Le sucedió su sobrino:

- Juan de Goyeneche y San Gil, V Conde de Guaqui, IX marqués de Villafuerte, V conde de Ruiz de Castilla, VIII marqués de Corpa, VI marqués de Artasona, IV conde de Casa Saavedra.

1. Casó con Carmen Moreno y Torres, hija de los primeros condes de Santa Marta de Babío. Le sucedió su hijo;

- Alfredo de Goyeneche y Moreno (1937-2002), VI Conde de Guaqui, marqués de Villafuerte, Marqués de Artasona

- Javier de Goyeneche y Marsans (*1970), VII Conde de Guaqui, Marqués de Villafuerte,[4] Marqués de Artasona.